# Moračko Trebaljevo
Moračko Trebaljevo este un sat din comuna Kolašin, Muntenegru. Conform datelor de la recensământul din 2003, localitatea are 86 de locuitori (la recensământul din 1991 erau 104 locuitori).

## Demografie
În satul Moračko Trebaljevo locuiesc 69 de persoane adulte, iar vârsta medie a populației este de 40,8 de ani (40,4 la bărbați și 41,2 la femei). În localitate sunt 31 de gospodării, iar numărul mediu de membri în gospodărie este de 2,77.
Populația localității este foarte eterogenă.
|  |

| Demografie | Demografie | Demografie |
| An         | Locuitori  | Locuitori  |
| ---------- | ---------- | ---------- |
|            |            |            |
|            |            |            |
|            |            |            |
|            |            |            |
| 1948       | 217        |            |
| 1953       | 219        |            |
| 1961       | 165        |            |
| 1971       | 134        |            |
| 1981       | 108        |            |
| 1991       | 104        | 104        |
| 2003       | 86         | 86         |

| \| Componența etnică conform recensământului din 2003[2] \| Componența etnică conform recensământului din 2003[2] \| Componența etnică conform recensământului din 2003[2] \| Componența etnică conform recensământului din 2003[2] \| Componența etnică conform recensământului din 2003[2] \| \| ----------------------------------------------------- \| ----------------------------------------------------- \| ----------------------------------------------------- \| ----------------------------------------------------- \| ----------------------------------------------------- \| \| \| \| \| \| \| \| Muntenegreni \| Muntenegreni \| \| 54 \| 62,79% \| \| Sârbi \| Sârbi \| \| 26 \| 30,23% \| \| Iugoslavi \| Iugoslavi \| \| 2 \| 2,32% \| \| necunoscută \| necunoscută \| \| 0 \| 0% \| |              |  |    |        |
| Componența etnică conform recensământului din 2003 |              |  |    |        |
| |              |  |    |        |
| Muntenegreni | Muntenegreni |  | 54 | 62,79% |
| Sârbi | Sârbi        |  | 26 | 30,23% |
| Iugoslavi | Iugoslavi    |  | 2  | 2,32%  |
| necunoscută | necunoscută  |  | 0  | 0%     |